# Juan Manuel García Ramos
Juan-Manuel García Ramos (La Laguna, Tenerife, 1949) es catedrático universitario, político y escritor. Doctor en Filología Románica, Catedrático de Filología Española de la Universidad de La Laguna. Actualmente Catedrático Emérito de la misma universidad. Académico de número (2001) de la Academia Canaria de la Lengua. Ha sido vicerrector de la Universidad de La Laguna (1985-1987), viceconsejero (1987-1989) y consejero (1989-1991) de Educación, Cultura y Deportes del Gobierno de Canarias y diputado y presidente de la Comisión de Educación y Cultura del Parlamento de Canarias (1995-1999 y 2015-2023). Es además presidente de honor del Partido Nacionalista Canario.

## Obra literaria y periodística
Como narrador ha publicado siete novelas: Bumerán (1974), Malaquita (1980), que obtuvo el premio "Benito Pérez-Armas" de la Caja General de Ahorros de Canarias; El Inglés. Epílogo en Tombuctú (1991 y 2007), que recibió el "Canarias de Literatura al mejor libro de autor insular publicado en 1991"; El guanche en Venecia (2011), El zahorí del Valbanera (2013), El delator (2021) y La expulsión del paraíso (2025).
En 2024, apareció La Laguna, un aperitivo infinito, un texto teatral. 
Como periodista, obtuvo en 1982 el "Premio de Periodismo Leoncio Rodríguez", en 1991 consiguió el "Premio Internacional de Periodismo J & B", convocado por la empresa Justerini and Brooks, y en 2003 ha sido "Premio de Periodismo Mare Nostrum Resort", donde han participado escritores de toda la Unión Europea. 
Fue fundador y director de la revista Liminar, de literatura y arte, desde 1979 a 1987, donde tradujo trabajos de crítica literaria y estética de Susan Sontag, de Leyla Perrone-Moisés y de Philippe Sollers.
Ha escrito columnas dominicales para Diario de Avisos  y El Día de Tenerife y para los diarios Canarias 7 y La Provincia de Gran Canaria, además de otras colaboraciones en la prensa nacional e internacional. 
En Prosas atlánticas, editado en 1998 por la Caja General de Ahorros de Canarias, recogió parte de sus colaboraciones periodísticas y de comparecencias públicas hasta la fecha de edición de ese libro. En 2004 ha aparecido un segundo volumen de colaboraciones posteriores: Prosas nómadas.
Como crítico y ensayista ha sido "Premio de la Revista Camp de l'Arpa de ensayo", Barcelona, agosto de 1976, "Premio 6 de Septiembre" de Investigaciones Americanistas del Instituto de Estudios Hispánicos de Canarias, en su edición de 1995, y ha publicado más de veinte libros sobre su especialidad, donde prevalecen sus preocupaciones por la obra de Colón, José Eustasio Rivera, Juan Carlos Onetti, Gabriel García Márquez, Manuel Puig, Pablo Neruda y Jorge Luis Borges, y la narrativa hispanoamericana en general, así como por las diversas corrientes crítico literarias y por lo que él ha bautizado como comarca imaginaria atlántica en su libro Por un imaginario atlántico (Barcelona, Montesinos, 1996), investigación que inició en su libro Ensayos del Nuevo Mundo, 1993, y que ha continuado en obras como Los otros, nosotros, Academia Canaria de la Lengua, 2001, Atlanticidad', publicado por la editorial Altasur de Tenerife en 2002, y Canarias y la Atlanticidad, 2018. En el año 2001 fue coautor de una edición (firmada junto a Carlos Gaviño de Franchy) del Romancero guanche de Diego Crosa, inédito desde hacía más de sesenta años. Su libro La metáfora de Borges, apareció en 2003 en Fondo de Cultura Económica de México-España. En 2005, el Secretariado de Publicaciones de la Universidad de La Laguna editó Tres ensayos (Zambrano, Neruda, García Márquez y Cervantes), en 2006, Artemisa Ediciones, Madrid, publicó Colón entre la historia y la literatura y Edición de La vorágine, y en 2008 Antes de la literatura. El narrador y otros ensayos e Intrahistoria del nacionalismo canario fueron publicados en 2008 y 2009 por Edición Ka. En el 2010 aparece su obra: Edición de La novela extranjera en España de Domingo Pérez Minik, editada por CajaCanarias y participa en el libro Patrimonio Natural. Ciudades Patrimonio de la Humanidad en España, de Alvarellos Editora. En el 2012 y 2013, se editan los volúmenes Sobre el Imaginario Narrativo Atlántico y Los Otros Diálogos Atlánticos, bajo su dirección, que recogen las investigaciones sobre la Atlanticidad financiadas por la Fundación Mapfre Guanarteme en las que participan profesores de las universidades de La Laguna y Las Palmas de Gran Canaria. Además de otros títulos dedicados a las crónicas indianas donde ha participado en capítulos de esos libros, editados en 2017 y 2022, ha publicado en 2021 una Edición de La prisión de Fyffes, en la Biblioteca Atlántica,  y Cultura y literatura: El narrador y otros textos, en 2023, en Mercurio Editorial.
Ha escrito algunas monografías sobre arte, entre las que se encuentra su libro sobre La pintura de Fernando Álamo, 1993.	
Fue becado para ampliar estudios en Argentina, donde fue profesor-investigador del Instituto "Ricardo Rojas" de la Universidad de Buenos Aires, ha dirigido cinco memorias de licenciatura y cinco tesis doctorales sobre su especialidad y actualmente se encuentra dirigiendo otras memorias de licenciatura y tesis doctorales, además de otros trabajos de investigación orientados especialmente a su área de investigación sobre la atlanticidad, ha participado en congresos internacionales de su especialidad en Pittsburgh (1979), Budapest (1981), Puerto Rico (1982)... Salamanca (2000)... En 1985 fue Secretario de Organización del III Congreso Internacional de Escritores en Lengua Española, presidido por Camilo José Cela; en 1992 fue Vicepresidente del "IV Congreso Internacional del Centro de Estudios de Literaturas y Civilizaciones del Río de la Plata", celebrado en Canarias.	Ha sido invitado para impartir cursos o conferencias en la Universidad del País Vasco, Universidad de Zaragoza, Universidad de Valladolid, Universidad de Extremadura, Universidad Menéndez Pelayo, en la Sociedad General de Bellas Artes de Lisboa, en el Museo de Arte Contemporáneo "Sofía Imber" de Caracas, en la Casa “Leonor Pérez” en La Habana, en la Casa de América y en el Instituto de Cooperación Iberoamericana en Madrid.
En su etapa de Consejero de Educación, Cultura y Deportes del Gobierno de Canarias fundó y dirigió las colecciones institucionales "Biblioteca Básica Canaria", por la que recibió en 1997 el Premio Internacional "José Vasconcelos", en México; "Nuevas Escrituras Canarias", "Facsímiles Canarios" y la "Biblioteca de Artistas Canarios".
Desde 2015 a 2024 ha codirigido el proyecto Biblioteca Atlántica, donde se han editado diecinueve títulos de prosa y poesía pertenecientes a las literaturas macaronésicas y a la literatura canaria y su conexión con América.
Ha sido condecorado con la Medalla de la Asamblea General del Poder Popular de Cuba por su tarea en pro de la cooperación cultural entre Canarias y América, es Presidente de Honor del Ateneo de La Laguna y Socio de Honor del Instituto de Estudios Colombinos de La Gomera. 
En el año 2006 le fue otorgado el Premio Canarias de Literatura en reconocimiento a toda su trayectoria profesional.
En el año 2025 recibió de la Asociación Alumni y de la Universidad de La Laguna el Premio Alonso de Nava-Grimón, en reconocimiento a sus cincuenta años de dedicación a la docencia universitaria, a la investigación y a los cargos académicos desempeñados.